# Føvling Sogn (Vejen Kommune)
Føvling Sogn ist eine Kirchspielsgemeinde (dän.: Sogn)  im südlichen Dänemark. Bis 1970 gehörte sie zur Harde Malt Herred im damaligen Ribe Amt, danach zur Holsted Kommune im erweiterten Ribe Amt, die im Zuge der  Kommunalreform zum 1. Januar 2007 in der „neuen“  Vejen Kommune in der Region Syddanmark aufgegangen ist. Am 1. Oktober 2010 wurde der ehemalige Kirchenbezirk Stenderup Kirkedistrikt im Føvling Sogn mit der Abschaffung der dänischen Kirchenbezirke ein selbständiges Sogn Stenderup Sogn.
Im Kirchspiel leben 828 Einwohner, davon 0 im Kirchdorf (Stand:1. Januar 2025). Im Kirchspiel liegt die Kirche „Føvling Kirke“.
Nachbargemeinden sind im Norden Holsted Sogn, im Nordosten Brørup Sogn, im Osten Folding Sogn und im Südosten Lintrup Sogn, sowie in der Esbjerg Kommune im Südwesten Kalvslund Sogn, im Westen Jernved Sogn und im Nordwesten Gørding Sogn.